# Hannonia stocki
Hannonia stocki is een zeespin uit de familie Ascorhynchoidea. De soort behoort tot het geslacht Hannonia. Hannonia stocki werd in 1993 voor het eerst wetenschappelijk beschreven door Munilla. 